# عميد القادة الأفارقة
عميد القادة الأفارقة هو أكبر رئيس أو زعيم أفريقي على قيد الحياة ولازال في الحكم.

## قائمة العمداء
يوجد أسفله قائمة العمداء المتوالين منذ 1960:
| المدة                       | الاسم          | الدولة       | الولادة-الوفاة               | العمر            |
| --------------------------- | -------------- | ------------ | ---------------------------- | ---------------- |
| 1960 -1 سبتمبر 1969         | إدريس الأول    | ليبيا        | 12 مارس 1889-25 مايو 1983    | من 71 إلى 80 سنة |
| 1 سبتمبر 1969-22 أغسطس 1978 | جومو كينياتا   | كينيا        | 20 أكتوبر 1894-22 أغسطس 1978 | من 75 إلى 83 سنة |
| 22 أغسطس 1978-7 نوفمبر 1987 | الحبيب بورقيبة | تونس         | 3 أغسطس 1903-6 أبريل 2000    | من 75 إلى 84 سنة |
| 7 نوفمبر 1987-24 مايو 1994  | هاستينغز باندا | مالاوي       | 14 مايو 1904-25 نوفمبر 1997  | من 83 إلى 90 سنة |
| 24 مايو 1994-14 يونيو 1999  | نيلسون مانديلا | جنوب أفريقيا | 18 يوليو 1918-5 ديسمبر 2013  | من 75 إلى 80 سنة |
| 14 يونيو 1999-الأن          | روبرت موغابي   | زيمبابوي     | 21 فبراير 1924-الأن          | منذ 75           |

## قادة حاليون
يوجد أسفله قائمة 13 قائد أفريقي في الحكم حاليا، من الأكبر إلى الأصغر:
|    | الاسم                    | الدولة            | الميلاد (العمر)          |
| -- | ------------------------ | ----------------- | ------------------------ |
| 1  | روبرت موغابي             | زيمبابوي          | 21 فبراير 1924 (101 سنة) |
| 2  | الباجي قائد السبسي       | تونس              | 29 نوفمبر 1926 (98 سنة)  |
| 3  | بول بيا                  | الكاميرون         | 13 فبراير 1933 (92 سنة)  |
| 4  | هيفيكيبنيي بوهامبا       | ناميبيا           | 18 أغسطس 1935 (89 سنة)   |
| 5  | عبد العزيز بوتفليقة      | الجزائر           | 2 مارس 1937 (88 سنة)     |
| 6  | مانويل بينتو دا كوستا    | ساو تومي وبرينسيب | 5 أغسطس 1937 (87 سنة)    |
| 7  | ألفا كوندي               | غينيا             | 4 مارس 1938 (87 سنة)     |
| 8  | إلين جونسون سيرليف       | ليبيريا           | 29 أكتوبر 1938 (86 سنة)  |
| 9  | بيتر موتاريكا            | مالاوي            | 1940 (العمر 84–85)       |
| 10 | الحسن واتارا             | ساحل العاج        | 1 يناير 1942 (83 سنة)    |
| 11 | جاكوب زوما               | جنوب إفريقيا      | 12 أبريل 1942 (82 سنة)   |
| 12 | تيودورو أوبيانغ          | غينيا الاستوائية  | 5 يونيو 1942 (82 سنة)    |
| 13 | جوزيه إدواردو دوس سانتوس | أنغولا            | 28 أغسطس 1942 (82 سنة)   |